# Hámori Artúr
Hámori Artúr, születési és 1934-ig használt nevén Haller Artúr (Újvidék, 1909. március 18. – Pécs, 1983. március 22.) orvos, belgyógyász, gaasztroenterológus, egyetemi tanár, az orvostudományok kandidátusa (1952). A Magyar Élettani Társaság, a Magyar Farmakológiai Társaság, a Magyar Endokrinológiai és Anyagcsere Társaság és a Magyar Mikrobiológiai Társaság alapító tagja, a Csehszlovák és az NDK Allergológiai és Klinikai Immunológiai Társaság tiszteleti tagja volt.

## Életpályája
Orvosi tanulmányait szegedi Ferenc József Tudományegyetemen végezte, ahol 1935-ben orvosdoktorrá avatták. 1935–1936-ban a szegedi Ferenc József Tudományegyetem, illetve a SZOTE Belgyógyászati Klinika gyakornoka, 1936–1940 között egyetemi tanársegéde, 1940–1950 között egyetemi adjunktusa, 1943–1950 között magántanára volt. 1939–1940 között a bécsi Collegium Hungaricum ösztöndíjasa volt. 1943-ban a Vesebajok kórtana és gyógyítása című értekezése alapján egyetemi magántanárrá képesítették. 1945-től Pécsen adjunktus; a belgyógyászati diagnosztika című tárgy előadója volt. 1950-ben rendkívüli tanárrá nevezték ki. 1950-ben a volt Irgalmasrendi Kórház épületében kiemelkedően működő klinikát szervezett. 1950–1951 között a Pécsi Orvostudományi Egyetem II. sz. Belgyógyászati Klinika tanszékvezető egyetemi docense, 1951–1979 között tanszékvezető egyetemi tanára volt. 1953–1956 között a Pécsi Orvostudományi Egyetem rektorhelyettese volt.

### Munkássága
Tudományos érdeklődése az allergiás vesebetegségek klinikopathológiájára és kezelésére irányult. Nemzetközi elismerést váltott ki a vesebetegek gondozása terén alkalmazott módszere. Jelentős szakirodalmi tevékenységet folytatott, mintegy 170 tudományos értékű tanulmánya jelent meg. A belgyógyászati propedeutika tárgykörében írott egyetemii jegyzete maradandó alkotás. Egyik alapítója volt a Magyar Immunológiai Társaságnak, melynek élete végéig elnöke volt. Számos külföldi szakmai társaság választotta tiszteleti és levelező tagjának.

### Tagságai
1958-tól a Magyar Belgyógyász Társaság, valamint a Dunántúli Belgyógyász Szakcsoport alelnöke volt. 1968-tól a Magyar Tudományos Akadémia Immunológiai és Allergológiai Kutatásokkal Foglalkozó Bizottságának, valamint a Nemzetközi Belgyógyász Társaság tagja volt. 1970-től a Magyar Allergológiai Társaság elnöke volt.

## Művei
- Über der Wirkung harter Röntgenstrahlen auf Typusbazillen (Zentralblatt für Bakteriologie und Infektionskrankheiten, 1937)
- A gyomor- és nyombélfekély peroralis novocain kezelése (Orvostudományi Közlemények, 1943)
- Enteritis regionalis (Tanulmányok, dolgozatok, közlemények a Szegedi Tudományegyetem Sebészeti Klinikájáról. 1945–1947. Szeged, 1947)
- Permeabilitási vizsgálatok a rheumatizmus rejtett alakjaiban (Orvosok Lapja, 1947)
- Effect of Vagus Exclusion on the Atophan – Cinchophen – Ulcer of Dogs (Hetényi Gézával, Scossa Carolinával; Acta Medica, 1950)
- Belgyógyászati diagnosztika és terápiás elvek (egyetemi jegyzet; Pécs, 1954; 2. kiadás: 1960; 3. kiadás: 1963; 14. kiadás: 1974)
- Éjjeli haemoglobinuria serológiai elemzése (Tompa Sándorral; Orvosi Hetilap, 1950. 7.)
- Gastrotoxikus immunsavó hatása a vesére (Oláh Ferenccel; (Orvosi Hetilap, 1950. 52.)
- A histaminfelszabadulás szerepe a kísérleti atophanfekély keletkezésében és terjedésében (Hetényi Gézával, Scossa Carolinával; MTA Biológiai és Orvosi Tudományok Osztálya Közleményei, 1958; angolul: The Role of Histamine Liberation in the Development and Progression of Cincophen Ulcer. Acta Medica, 1957)
- A glomerulonephritis oka és keletkezése (Orvosi Hetilap, 1959. 37.)
- Allergische Krankheiten der Niere (Allergie und allergische Erkrankungen. Szerkesztette: Rajka Ödön; Budapest, 1959)
- A Masugi- nephritis keletkezésének kétfázisú mechanizmusa nyúlban (Kádas Istvánnal, Tompa Sándorral; Magyar Belorvosi Archívum, 1958; angolul: Acta Medica, 1959)
- Autoimmunisatio és vese (Magyar Belorvosi Archívum, 1961)
- A vascularis allergia néhány újabb kérdése (Reumatológia, Balneológia, Allergológia, 1961)
- A nephritis és a nephrosis gyógyításának újabb lehetőségei (Orvosi Hetilap, 1962. 18.)
- A pyelonephritis gyógyítása és megelőzése (Orvosi Hetilap, 1962. 23.)
- Treatment of Nephritis, Pyelonephritis and Nephrosis (Acta Medica, 1963)
- Az acut glomerulonephritis prednisolon therápiája. „Interruptiós syndroma.” (Orvosi Hetilap, 1964. 3.)
- A vesebetegek gondozása (Orvosi Hetilap, 1965. 47.)
- Prednisolon hatása az atophanfekély kifejlődésére kutyában (Hal Tamással, Nemes Tihamérral; Orvosi Hetilap, 1967. 41.)
- Haematemesis és/vagy melaena aktív diagnosztikája (Orvosi Hetilap, 1967. 43.)
- Haematemesis és/vagy melaena miatt helyszínen végzett oesophago- gastrobulboscopos vizsgálatok (Orvosi Hetilap, 1980. 4.)
- Szoros együttműködésben végzett krónikus peritonealis dialízis (Orvosi Hetilap, 1980. 5.)
- Glomerularis basalmembrán-ellenes sejtközvetítette immunválasz neuropathiákban (Gofman Ljubovval, Németh Lászlóval; Orvosi Hetilap, 1982. 4.)
- A klinikaalapító. Hámori Artúr professzor válogatott munkái. Szerkesztette: Wittmann István (A PTE OEKK II. sz. Belgyógyászati Klinika és Nefrológiai Centrum kiadványa. Pécs, 2007)

## Díjai, elismerései
- Wolf-díj
- Purkyne-emlékérem
- Kiváló orvos (1959)
- Hetényi Géza-emlékérem (1965)[2][3]
- Markusovszky-díj (1966)[3]
- Oktatásügy Kiváló Dolgozója (1976)[4]
- Hajós Károly-emlékérem (1977)[3]
- Munka Érdemrend arany fokozata (1979)